# Gruppe 39
Gruppe 39 er navnet på en samarbejdsaftale mellem en række europæiske nyhedsbureauer. Initiativet til Gruppe 39 blev taget i 1938 af Lauritz Ritzau på nyhedsbureauernes årskonference i Oslo (Kristiania), hvorefter aftalen blev endegyldigt vedtaget på en nyhedskonference i Amsterdam 1939. Formålet med aftalen var at nedkæmpe den tyske, italienske og japanske propaganda i optakten til anden verdenskrig.
Gruppe 39 eksisterer stadig i dag og består af følgende 8 nyhedsbureauer:
- Agence Telegraphique Belge de Presse (ATBP), Bruxelles
- Agence Telegraphique Suisse (ATS), Zürich
- Algemeen Nederlands Persbureau (ANP), Amsterdam
- Austria Presse Agentur (APA), Wien
- Finska Notisbyrån (FNB), Helsinki
- Norsk Telegrambyrå (NTB), Oslo (Kristiania)
- Ritzaus Bureau (RB), København
- Tidningarnas Telegrambyrå (TT), Stockholm